# Gašpar Mašek

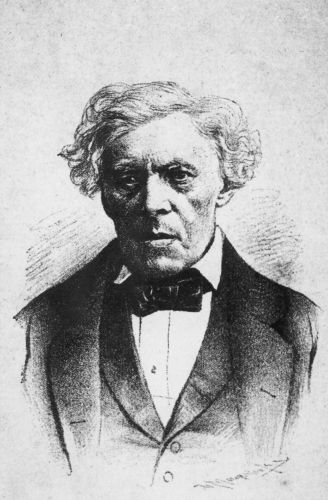
Gašpar Mašek

Gašpar Mašek (* 6. Januar 1794 in Prag; † 13. Mai 1873 in Ljubljana) war ein tschechischer Komponist.
Der Sohn von Vincenc Mašek war von 1813 bis 1815 Militärkapellmeister in Russland. 1819 wurde er Theaterkapellmeister in Graz, 1820 in Ljubljana. Bis 1854 unterrichtete er auch an der Musikschule der Philharmonischen Gesellschaft von Ljubljana.
Er komponierte zwei Opern, eine Operette, kirchenmusikalische Werke, Kantaten und Chorwerke. Auch sein Sohn Kamilo Mašek wurde als Komponist bekannt.